# 夜のスニーカー
『夜のスニーカー』は、星里もちるによる日本の漫画作品。ラブコメディ。2009年5月から2010年5月まで『週刊プレイボーイ増刊 漫画´sプレイボーイ』（集英社））にて連載された。全7話。

## あらすじ
合コンで出会った女性から誘われてホテルまで行ったが、次のステップに及ぶ前に女性を置いてホテルから歩いて帰ってしまった、中川洋輝（なかがわひろき）。彼はウォーキングが趣味で、友人で同僚の 大沢と本村サエコ から紹介された女性「山場ミサキ」と、飲み会の帰りに自宅が同じ方向だったため一緒に歩いて帰ることに。ウォーキングが趣味なふたりは、その後もスニーカーを履いて夜のデートを重ねるが、お互い草食系で気を使いすぎたりで、ちょっとずつ距離を縮め互いに歩み寄るも、なかなか進展しない。

## 登場人物
中川 洋輝（なかがわ　ひろき）
マープス社に勤務する男性。高円寺在住。歩くのが趣味で、大学時代には「ウォーキングクラブ」に所属していた。いつでも自宅まで歩いて帰れるようにウォーキングシューズを持ち歩いている。
大沢（おおさわ）
中川の同僚でやや長髪な男性。大学時代からの友達で、よく中川の相談相手になっている。
本村サエコ（もとむら　さえこ）
中川の同僚で女性。付き合ってはいないが、大沢と時々肉体関係を結んでいる。
山場ミサキ（やまば　みさき）
本村の友達で28歳女性。中野在住。眼鏡をかけており、書店員の仕事をしている。先回りした発言をして予防線をはってしまう癖がある。本村に中川を紹介されて飲み会で会って以来、中川と夜のウォーキング・デートを重ねている。
高志さん (たかし)
山場ミサキの元彼氏。眼鏡をかけている。ミサキには「高志さん」と呼ばれていたが、高志は苗字で下の名前は物語上は不明。
桜井 渚（さくらい　なぎさ）
中川の大学時代の元彼女。中川と同じ「ウォーキングクラブ」に所属していた。大学時代は大沢とも知り合いだった。

## 単行本
- 「夜のスニーカー」：集英社より2011年12月25日に発行、全1巻。198ページ、ISBN 978-4-08-782424-7
短編「晴れた日に遠くが見える」（「大阪芸術大学大学漫画」(小池書院)Vol.12 に掲載）も巻末に収録。34ページ。